# Vendicherò il mio passato
Vendicherò il mio passato (The Long Memory) è un film del 1952 diretto da Robert Hamer.